# Scherma ai XII Giochi del Mediterraneo
Le competizioni si sono svolte sia in ambito maschile che femminile, mettendo in palio un totale di 4 ori, 4 argenti e 4 bronzi nelle seguenti specialità:
- Fioretto
- Sciabola
- Spada

## Podi

### Uomini
| Evento               | Oro                    | Argento         | Bronzo         |
| Spada                |                        |                 |                |
| Spada individuale    | Éric Srecki            | Raul Maroto     | Sandro Cuomo   |
| Fioretto             |                        |                 |                |
| Fioretto individuale | Alessandro Puccini     | Stefano Cerioni | Philippe Omnès |
| Sciabola             |                        |                 |                |
| Sciabola individuale | Jean-Philippe Daurelle | Franck Ducheix  | Tonhi Terenzi  |

### Donne
| Evento               | Oro                | Argento           | Bronzo           |
| Fioretto             |                    |                   |                  |
| Fioretto individuale | Margherita Zalaffi | Giovanna Trillini | Clothilde Magnan |

## Medagliere
| Posizione | Paese   |   |   |   | Totale |
| --------- | ------- | - | - | - | ------ |
| 1         | Italia  | 2 | 2 | 2 | 6      |
| 2         | Francia | 2 | 1 | 2 | 2      |
| 3         | Spagna  | 0 | 1 | 0 | 1      |
| Totale    | Totale  | 4 | 4 | 4 | 12     |